# 土库曼斯坦LGBT权益
女同性戀、男同性戀、雙性戀與跨性別者在土庫曼的的權益不受法律保障。根據1997年通過的刑法典，在土庫曼，男性同性性行為是非法行為，最高可被判處兩年有期徒刑，但女性同性性行為則合法 。